# Technische Denkmale
Technische Denkmale ist der Titel einer Briefmarkenserie, die in den Jahren 1981, 1985, 1986 und 1988 von der Deutschen Post der DDR ausgegeben wurde. Der Lipsia-Katalog der DDR bezeichnet diese Serie als Techn. Denkmale der DDR.

## Liste der Ausgaben und Motive
Legende
- Bild: Eine bearbeitete Abbildung der genannten Marke. Das Verhältnis der Größe der Briefmarken zueinander ist in diesem Artikel annähernd maßstabsgerecht dargestellt. Sollten keine Marken abgebildet sein, liegt es daran, dass das Urheberrecht des Künstlers noch nicht erloschen ist.
- Beschreibung: Eine Kurzbeschreibung des Motivs und/oder des Ausgabegrundes. Bei ausgegebenen Serien oder Blocks werden die zusammengehörigen Beschreibungen mit einer Markierung versehen eingerückt.
- Wert: Der Frankaturwert der einzelnen Marke in Pfennig. Ein „+“ bedeutet, dass es sich um eine Zuschlagsmarke handelt (= Frankaturwert + Spende).
- Ausgabedatum: Das Datum des erstmaligen Verkaufs dieser Briefmarke.
- Auflage: Soweit bekannt, wird hier die zum Verkauf angebotene Anzahl dieser Ausgabe angegeben.
- Entwurf: Soweit bekannt, wird hier angegeben, von wem der Entwurf dieser Marke stammt.
- Mi.-Nr.: Diese Briefmarke wird im Michel-Katalog unter der entsprechenden Nummer gelistet.

| Bild | Beschreibung                                                                                          | Wert | Ausgabe- datum    | Auflage    | Entwurf          | Mi.-Nr. |
|      | Technische Denkmale (I): Windmühlen - Galerie-Holländermühle, Dabel (1892)                            | 10   | 10. November 1981 | 16.000.000 | Jochen Bertholdt | 2657    |
|      | - Turm-Holländermühle, Parenz                                                                         | 20   | 10. November 1981 | 8.000.000  | Jochen Bertholdt | 2658    |
|      | - Turm-Holländermühle, Dresden-Gohlis                                                                 | 25   | 10. November 1981 | 3.500.000  | Jochen Bertholdt | 2659    |
|      | - Bockwindmühle, Ballstädt (1850)                                                                     | 70   | 10. November 1981 | 2.100.000  | Jochen Bertholdt | 2660    |
|      | Technische Denkmale (II): Dampfmaschinen - Bock-Dampfmaschine (1833), Gera                            | 10   | 9. Juli 1985      | 24.000.000 | Detlef Glinski   | 2957    |
|      | - Balancier-Dampfmaschine (1848), Freiberg                                                            | 85   | 9. Juli 1985      | 2.100.000  | Detlef Glinski   | 2958    |
|      | Technische Denkmale (III): Historische Straßenbahnen - Dresdner Pferdebahn (1886)                     | 10   | 20. Mai 1986      | 40.000.000 | Jochen Bertholdt | 3015    |
|      | - Leipziger Straßenbahn (1896)                                                                        | 20   | 20. Mai 1986      | 8.000.000  | Jochen Bertholdt | 3016    |
|      | - Berliner Straßenbahn (1910)                                                                         | 40   | 20. Mai 1986      | 4.000.000  | Jochen Bertholdt | 3017    |
|      | - Hallesche Straßenbahn (1928)                                                                        | 70   | 20. Mai 1986      | 2.100.000  | Jochen Bertholdt | 3018    |
|      | Technische Denkmale (IV): Schiffshebewerke, Hub- und Zugbrücken - Hubbrücke über Stromelbe, Magdeburg | 5    | 18. Oktober 1988  | 6.000.000  | Jochen Bertholdt | 3203    |
|      | - Schiffshebewerk, Magdeburg-Rothensee                                                                | 10   | 18. Oktober 1988  | 24.000.000 | Jochen Bertholdt | 3204    |
|      | - Schiffshebewerk, Niederfinow                                                                        | 35   | 18. Oktober 1988  | 3.500.000  | Jochen Bertholdt | 3205    |
|      | - Zugbrücke über Ruppiner Wasserstraße mit Schleuse, Altfriesack                                      | 70   | 18. Oktober 1988  | 3.000.000  | Jochen Bertholdt | 3206    |
|      | - Ziegelgraben-Klappbrücke, Rügendamm bei Stralsund                                                   | 90   | 18. Oktober 1988  | 2.150.000  | Jochen Bertholdt | 3207    |